# P26/40
Il P40, o P26/40, era un carro italiano da 26 tonnellate nominali e ideato a partire dal 1940. Esso era stato pensato considerando che i carri cosiddetti "medi" non sarebbero potuti a lungo essere all'altezza dei carri armati nemici, i cui esemplari medi tendevano a pesare anche oltre 20 tonnellate.

## Storia
Il mezzo venne sviluppato soltanto dopo che fu decisa l'interruzione del progetto di sviluppo del carro armato celere sahariano (una specie di Crusader italiano) e, secondo i progetti iniziali, doveva essere inizialmente armato con un cannone corto da 75/18, e corazzatura sistemata in modo assai simile agli 'M', ma l'analisi del T-34 (di cui i tedeschi fornirono un esemplare catturato in Russia), fu una rivelazione e comportò la riprogettazione dello scafo, che venne riallestito con una struttura meglio inclinata su tutti i lati dello scafo e torretta, mentre il cannone da 75 venne portato a 34 calibri. Fu quindi montato sullo scafo un cannone 75/34 Mod. 34, dotato di migliori caratteristiche anticarro.
Il veicolo aveva una tecnica abbastanza avanzata, la cui parte migliore era costituita da un motore Diesel che, nella sua ultima elaborazione, aveva una potenza di ben 420 hp, al pari dei carri diesel delle altre potenze. Questo motore, progettato ex novo dalla FIAT, era però afflitto da considerevoli problemi di sviluppo che non furono mai completamente risolti.
Il treno di rotolamento era costituito da piccole ruote assemblate su carrelli con sospensioni a balestra, assai simile a quello degli 'M'. Le corazze erano inclinate (anche se moderatamente, la torretta aveva un'inclinazione di 15° frontali e 25° sui lati e il retro) anche lateralmente e posteriormente e avevano questi spessori: torretta frontale 60 mm, torretta laterale e posteriore 45 mm, scafo frontale 50 mm, scafo laterale 45 mm e posteriore 40 mm; le piastre erano tutte chiodate, riducendone di fatto l'efficacia. Inoltre anche la qualità del materiale con cui era realizzata la corazza lasciava a desiderare, visto che la produzione di acciai speciali in Italia era deficitaria (anche per la scarsità delle materie prime: molibdeno, cromo, ecc., oltre che per la scarsità di personale capace di eseguire correttamente il processo di tempra e rinvenimento) e la Regia Marina aveva ricevuto la priorità per la costruzione delle corazzate della classe Littorio.
L'armamento era derivato dal cannone campale Ansaldo da 75 mm Mod. 37, lungo 34 calibri. Le munizioni erano 63 da 75 mm e solo 600 per le due mitragliatrici Breda Mod. 38 da 8 mm, una coassiale e una contraerea.
Comparato ai veicoli coetanei, dimostrava già alla sua entrata in servizio i suoi limiti: il pezzo 75/34 era gestito dal capocarro, quando questi doveva essere la "mente" che indirizza l'equipaggio e non poteva anche puntare l'arma (difetto presente anche nel T-34, ma risolti nella versione T-34/85) ed era dotato di ottiche rudimentali e semplici; comparandolo con le precise ottiche tedesche dell'epoca TZF-4 e -5 con ingrandimento 6x, l'efficienza del cannone veniva ulteriormente abbassata dal rateo di fuoco, non elevato rispetto ai carri avversari (il modello M3 da 75 mm montato sullo M4 Sherman statunitense era semiautomatico, in grado di far fuoco ogni 5-6 secondi). Alcuni autori riportano come elemento per valutare la qualità del mezzo anche il numero di portelli e via di fuga a disposizione per l'equipaggio; mentre i carri inglesi, americani e tedeschi avevano dalle 4 alle 6-8 vie, i mezzi italiani ne difettavano ed il P40 disponeva di sole due vie. Le sue prestazioni erano peraltro inficiate dalla tecnologia superata o inaffidabile di vari componenti: la corazzatura era ancora imbullonata, la mobilità era un po' scarsa a causa delle sospensioni, che però erano adattissime a carri che non superavano i 40 km/h, mentre il motore era decisamente inaffidabile, troppo vicino all'equipaggio e ai serbatoi, con paratie scadenti, e con prese d'aria esterne non ben protette. Si noti che i tedeschi produssero il 40% dei P26/40 senza il motore, evidentemente considerato il punto più debole del progetto. Rispetto ai pari classe il P40 nasceva con delle caratteristiche che mostrano la sua scarsa tecnica e l'insufficiente adattamento dell'industria bellica italiana dell'epoca alle esigenze ed all'evoluzione degli strumenti militari.
La situazione peggiorò quando entrarono in servizio mezzi come i T-34/85, i Panzer V Panther e i Mk VIII Cromwell. La versione migliorata, rimasta sulla carta, venne chiamata P43, con un tonnellaggio aumentato e caratteristiche migliorate.

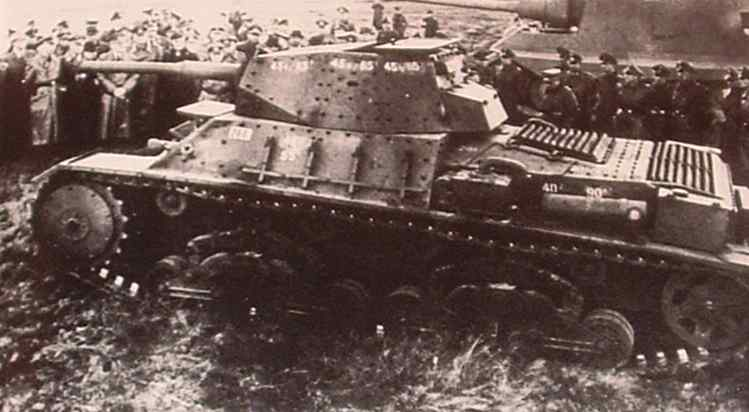
Carro Pesante P40 dopo l'8 settembre 1943 sotto gli sguardi di Hitler e alcuni ufficiali tedeschi. In alto a destra, un modello in legno dello Jagdtiger.

Ma lo sviluppo di questo ulteriore prototipo non ebbe seguito anche perché la produzione del P40 procedeva a rilento: al momento della resa italiana nel settembre 1943 solo un esemplare era stato assegnato ai reparti del Regio Esercito. Così esso venne requisito e usato solo dai tedeschi, che lo utilizzarono in qualche reparto corazzato, in compiti secondari.
Le fonti della Ansaldo dicono che è stato prodotto solo un P40 prima del 30 luglio 1943. Alcuni documenti tedeschi parlano invece di vari carri completi catturati all'armistizio  di cui uno presentava delle modifiche ai portelli della torretta. Questo fu mostrato a Hitler il 20 ottobre 1943 al balipedio di Arys.
Il carro risentiva di alcune soluzioni ormai superate, come l'assenza del terzo uomo in torretta, le corazze rivettate, le sospensioni a balestra, che non gli permettevano in pratica di superare i 40 km/h. Circa 100 veicoli vennero realizzati sotto il controllo tedesco, che credevano il P40 l'unico carro armato italiano degno di produzione, ma parte dei quali (probabilmente 40 o 49) senza motore, per essere utilizzati come fortini lungo la Linea Gotica.

## Esemplari superstiti

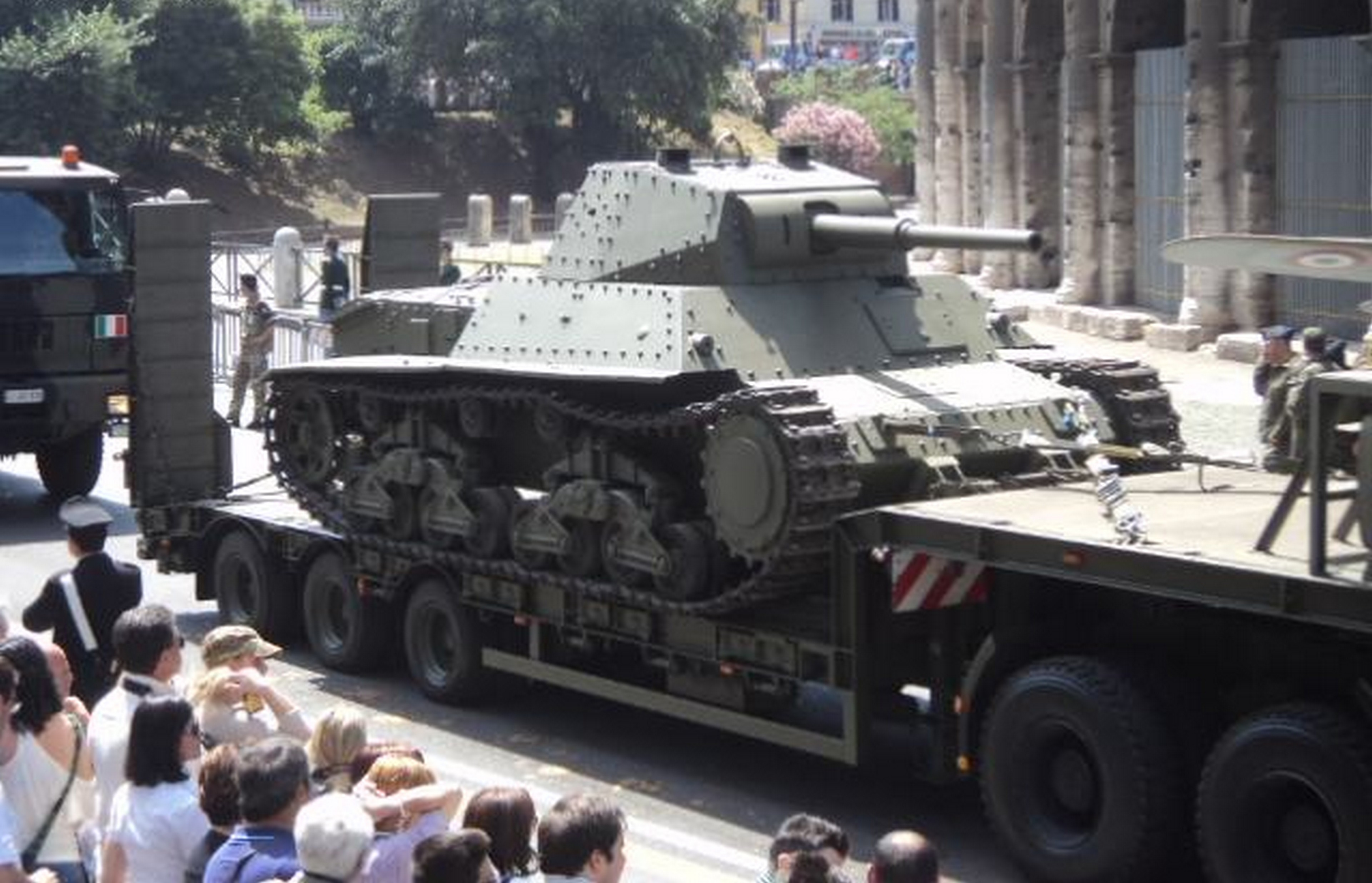
Un P26/40 superstite durante una parata nel 2011

Sono attualmente conservati due esemplari del carro armato.
- P26/40 - Museo storico della motorizzazione militare (Roma-Cecchignola)[5]
- P26/40 - Caserma "Zappalà" - Scuola di cavalleria dell'Esercito Italiano (Lecce), meccanicamente funzionante.